# Czarny Wilk Hubertus
Czarny Wilk Hubertus (niem. Schwarzer Wolf von Hubertus) – proniemiecka organizacja zbrojna działająca w latach 1949–1954 na terenie Śląska.
Organizację liczącą 94 osoby założył w 1949 roku Manfred Lucia, były członek Hitlerjugend. Funkcję zastępcy dowódcy pełnił Antoni Buchta. Po złożeniu przysięgi w języku niemieckim, zaprzysiężeni członkowie zajmowali się głównie szerzeniem propagandy antypolskiej, wysyłaniem listów z pogróżkami, gromadzeniem broni, napadami na PGR-y, sklepy, oraz członków partii. 21 lipca 1954 roku dokonali napadu na dwóch funkcjonariuszy Milicji Obywatelskiej. Po pobiciu zabrali im broń. Podczas pościgu zorganizowanego przez funkcjonariuszy aparatu bezpieczeństwa i Milicji Obywatelskiej, zabitych zostało trzech uczestników napadu. Zginął też jeden funkcjonariusz MO. Organizacja została zlikwidowana przez funkcjonariuszy Wojewódzkiego Urzędu Bezpieczeństwa Publicznego w Katowicach, a jej członkom zarzucono 12 czynów przestępczych. Manfred Lucia został skazany na piętnaście lat więzienia, a pozostali członkowie otrzymali kary od dwóch do czternastu lat więzienia.
Do nazwy organizacji nawiązuje jeden z odcinków cyklu spektakli teatralnych o przygodach agenta polskiego wywiadu Hansa Klossa.